# Rombiolo
Rombiolo és un municipi situat al territori de la província de Vibo Valentia, a la regió de Calàbria, (Itàlia).
Rombiolo limita amb els municipis de Filandari, Limbadi, San Calogero, Spilinga, Zungri.